# Aeroportul Kostanay
Aeroportul Kostanay (IATA: KSN, ICAO: UAUU) este un aeroport din Qostanaı, Provincia Kostanai, Kazahstan ce deservește zona Qostanaı. Aeroportul a fost tranzitat în 2018 de 190.855 de pasageri. A fost numit după zona deservită.
Situat la o altitudine de 183 m, aeroportul dispune de 1 pistă.

## Infrastructură

### Piste
Aeroportul dispune de o singură pistă. Pista 15/33 are suprafața de asfalt și dimensiunile 2.514 m × 45 m. 